# Армійська група «Венк»
Армійська група «Венк» (нім. Armeegruppe Wenck) — армійська група, оперативно-тактичне угруповання Вермахту на Східному фронті за часів Другої світової війни.

## Історія
Армійська група «Венк» була утворена 26 квітня 1945 в ході битви за Берлін.

## Райони бойових дій
- Німеччина (26 квітня — 2 травня 1945)

## Командування

### Командувачі
- генерал танкових військ Вальтер Венк (нім. Walther Wenck) (26 квітня — 2 травня 1945)